# Evoluzione del collegio cardinalizio durante il pontificato di Innocenzo XIII
Di seguito è riportata l'evoluzione del collegio cardinalizio durante il pontificato di Innocenzo XIII (8 maggio 1721 – 7 marzo 1724) e la successiva sede vacante (7 marzo – 29 maggio 1724).

## Evoluzione in sintesi
Dopo l'elezione del cardinale Michelangelo Conti, che prese il nome di Innocenzo XIII, il collegio dei cardinali era costituito da 67 porporati.

Innocenzo XIII ha creato 3 cardinali in 2 concistori.

Durante il suo pontificato sono deceduti 4 cardinali ed 1 è deceduto durante la successiva sede vacante.
| Data                                | Avvenimento                                                                                         | Totale |
| ----------------------------------- | --------------------------------------------------------------------------------------------------- | ------ |
| 8 maggio 1721                       | Elezione del cardinale Michelangelo Conti (Innocenzo XIII)                                          | 67     |
| dal 9 maggio 1721 al 10 agosto 1723 | Cardinali creati                                                                                    | +3     |
| dal 9 maggio 1721 al 10 agosto 1723 | Cardinali deceduti                                                                                  | -4     |
| 7 marzo 1724                        | Morte di papa Innocenzo XIII                                                                        | 66     |
| 5 maggio 1724                       | Morte del cardinale Sebastiano Antonio Tanara                                                       | 65     |
| 29 maggio 1724                      | Elezione del cardinale Pietro Francesco (in religione Vincenzo Maria) Orsini, O.P. (Benedetto XIII) | 64     |

## Composizione per paese d'origine
| Paese                                 | 1721 | 1724 |
| ------------------------------------- | ---- | ---- |
| Ducato di Milano                      | 4    | 4    |
| Repubblica di Venezia                 | 4    | 3    |
| Ducato di Parma e Piacenza            | 1    | 1    |
| Ducato di Modena e Reggio             | 1    | 1    |
| Repubblica di Genova                  | 4    | 4    |
| Repubblica di Lucca                   | 1    | 1    |
| Granducato di Toscana                 | 3    | 3    |
| Ducato di Siena                       | 2    | 2    |
| Stato Pontificio                      | 22   | 21   |
| Regno di Napoli                       | 9    | 9    |
| Totale Italia                         | 51   | 49   |
| Repubblica delle Sette Province Unite | 1    | 1    |
| Ducati della Slesia                   | 1    | 1    |
| Regno di Francia                      | 6    | 5    |
| Principato Elettorale di Sassonia     | 1    | 1    |
| Elettorato di Magonza                 | 1    | 1    |
| Langraviato d'Assia-Darmstadt         | 1    | 1    |
| Regno d'Ungheria                      | 1    | 1    |
| Regno di Spagna                       | 3    | 3    |
| Regno del Portogallo                  | 2    | 2    |
| Totale resto Europa                   | 17   | 16   |
| Totale                                | 68   | 65   |

## Composizione per appartenenza ad ordini religiosi
| Ordine religioso                     | Sigla      | 1721 | 1724 |
| ------------------------------------ | ---------- | ---- | ---- |
| Gesuiti                              | S.I.       | 3    | 3    |
| Domenicani                           | O.P.       | 1    | 1    |
| Teatini                              | C.R.       | 1    | 1    |
| Oratoriani                           | C.O.       | 1    | 1    |
| Cassinesi                            | O.S.B.Cas. |      | 1    |
| Totale per Ordini religiosi          | 6          | 7    |      |
| Non appartenenti ad Ordini religiosi | 62         | 58   |      |
| Totale                               | 68         | 65   |      |

## Composizione per concistoro
| Concistoro                | 1721 | 1724 |
| ------------------------- | ---- | ---- |
| 22 febbraio 1672          | 1    | 1    |
| 27 maggio 1675            | 1    | 1    |
| Creati da Clemente X      | 2    | 2    |
| 1º settembre 1681         | 1    | 1    |
| Creati da Innocenzo XI    | 1    | 1    |
| 7 novembre 1689           | 1    | 1    |
| 13 febbraio 1690          | 2    | 2    |
| 13 novembre 1690          | 2    | 2    |
| Creati da Alessandro VIII | 5    | 5    |
| 12 dicembre 1695          | 3    | 2    |
| 22 luglio 1697            | 2    | 1    |
| 21 giugno 1700            | 1    | 1    |
| Creati da Innocenzo XII   | 6    | 4    |
| 17 dicembre 1703          | 1    | 1    |
| 17 maggio 1706            | 12   | 11   |
| 7 giugno 1706             | 1    |      |
| 15 aprile 1709            | 1    | 1    |
| 23 dicembre 1711          | 1    | 1    |
| 18 maggio 1712            | 13   | 13   |
| 30 gennaio 1713           | 2    | 2    |
| 6 maggio 1715             | 1    | 1    |
| 29 maggio 1715            | 4    | 4    |
| 16 dicembre 1715          | 3    | 3    |
| 15 marzo 1717             | 1    | 1    |
| 12 luglio 1717            | 2    | 2    |
| 29 novembre 1719          | 10   | 9    |
| 30 settembre 1720         | 2    | 2    |
| Creati da Clemente XI     | 54   | 51   |
| 16 giugno 1721            |      | 1    |
| 16 luglio 1721            |      | 1    |
| Creati da Innocenzo XIII  |      | 2    |
| Totale                    | 68   | 65   |

## Elenco degli avvenimenti
| Data              | Avvenimento | Paese                 | Cardinali |
| ----------------- | --- | --------------------- | --------- |
| 8 maggio 1721     | Elezione papale del cardinale Michelangelo Conti con il nome di Innocenzo XIII (65)                                           | Stato Pontificio      | 67        |
| 9 maggio 1721     | Morte del cardinale Giandomenico Paracciani († 74)                                                                            | Stato Pontificio      | 66        |
| 16 giugno 1721    | Concistoro per la creazione di 1 cardinale:                                                                                   | Stato Pontificio      | 67        |
| 16 giugno 1721    | Bernardo Maria Conti, O.S.B.Cas. (57)                                                                                         | Stato Pontificio      | 67        |
| 16 luglio 1721    | Concistoro per la creazione di 2 cardinali:                                                                                   | Stato Pontificio      | 69        |
| 16 luglio 1721    | Guillaume Dubois (64) | Regno di Francia      | 69        |
| 16 luglio 1721    | Alessandro Albani (28) | Stato Pontificio      | 69        |
| 13 settembre 1721 | Morte del cardinale François de Mailly († 63)                                                                                 | Regno di Francia      | 68        |
| 10 agosto 1722    | Morte del cardinale Giorgio Corner († 64)                                                                                     | Repubblica di Venezia | 67        |
| 10 agosto 1723    | Morte del cardinale Guillaume Dubois († 66)                                                                                   | Regno di Francia      | 66        |
| 7 marzo 1724      | Morte di papa Innocenzo XIII († 68)                                                                                           | Stato Pontificio      | 66        |
| 20 marzo 1724     | Apertura del conclave | Stato Pontificio      | 66        |
| 5 maggio 1724     | Morte del cardinale Sebastiano Antonio Tanara († 74)                                                                          | Stato Pontificio      | 65        |
| 29 maggio 1724    | Elezione papale del cardinale Pietro Francesco (in religione Vincenzo Maria) Orsini, O.P., con il nome di Benedetto XIII (75) | Regno di Napoli       | 64        |